# Aad van den Hoek
Adriaan "Aad" van den Hoek (Dirksland, 14 de octubre de 1951) fue un ciclista neerlandés, que fue profesional entre 1974 y 1983.
Cuando era amateur ganó, con el equipo neerlandés, la medalla de bronce a los Juegos Olímpicos de Múnich a la prueba de contrarreloj por equipos. Pero un positivo suyo por coramina, lo descalificó a él y a todos sus compañeros.

## Palmarés
- 1972
  - 1.º en Ronde van Midden-Nederland
  - Vencedor de una etapa en la Vuelta a Austria
- 1973
  - Vencedor de una etapa en la Milk Race
  - Vencedor de una etapa en la Olympia's Tour
- 1974
  - 1.º en la Vuelta a Renania-Palatinado
  - Vencedor de una etapa en la Olympia's Tour
- 1975
  - 1.º en la Étoile des Espoirs
- 1976
  - 1.º en la Acht van Chaam
- 1977
  - Vencedor de una etapa en la Vuelta a Andalucía
- 1978
  - Vencedor de una etapa en la Vuelta a los Países Bajos
- 1979
  - Vencedor de una etapa en la Vuelta a Alemania
- 1981
  - Vencedor de una etapa en la Volta a Cataluña[2]

## Resultados en las grandes vueltas
| Carrera         | 1976 | 1977 | 1978 | 1979 | 1980 | 1981  |
| --------------- | ---- | ---- | ---- | ---- | ---- | ----- |
| Giro de Italia  | -    | -    | -    | -    | -    | -     |
| Tour de Francia | 87.º | FC   | 57.º | -    | -    | 115.º |
| Vuelta a España | Ab.  | -    | -    | -    | -    | -     |

-: no participa

Ab.: abandono